# 神奈川県内市町村指定文化財一覧
神奈川県内市町村指定文化財一覧（かながわけんないしちょうそんしていぶんかざいいちらん）は、神奈川県内の市町村指定文化財の一覧である。

## 市部
- 横浜市指定文化財および地域文化財一覧
- 川崎市指定文化財一覧
- 相模原市指定文化財一覧
- 横須賀市指定文化財一覧
- 平塚市指定文化財一覧
- 鎌倉市指定文化財一覧
- 藤沢市指定文化財一覧
- 小田原市指定文化財一覧
- 茅ヶ崎市指定文化財一覧
- 逗子市指定文化財一覧
- 三浦市指定文化財一覧
- 秦野市指定文化財一覧
- 厚木市指定文化財一覧
- 大和市指定文化財一覧
- 伊勢原市指定文化財一覧
- 海老名市指定文化財一覧
- 座間市指定文化財一覧
- 南足柄市指定文化財一覧[1]
- 綾瀬市指定文化財一覧

## 三浦郡
- 葉山町指定文化財一覧

## 高座郡
- 寒川町指定文化財一覧

## 中郡
- 大磯町指定文化財一覧[2]
- 二宮町指定文化財一覧[3]

## 足柄上郡
- 中井町指定文化財一覧
- 大井町指定文化財一覧
- 松田町指定文化財一覧
- 山北町指定文化財一覧
- 開成町指定文化財一覧

## 足柄下郡
- 箱根町指定文化財一覧
- 真鶴町指定文化財一覧[4]
- 湯河原町指定文化財一覧[5]

## 愛甲郡
- 愛川町指定文化財一覧
- 清川村指定文化財一覧